# Liste der Baudenkmäler in Regensburg-Reinhausen
Auf dieser Seite sind die Baudenkmäler in der Oberpfälzer Bezirkshauptstadt Regensburg zusammengestellt. Diese Tabelle ist eine Teilliste der Liste der Baudenkmäler in Bayern. Grundlage ist die Bayerische Denkmalliste, die auf Basis des Bayerischen Denkmalschutzgesetzes vom 1. Oktober 1973 erstmals erstellt wurde und seither durch das Bayerische Landesamt für Denkmalpflege geführt wird. Die folgenden Angaben ersetzen nicht die rechtsverbindliche Auskunft der Denkmalschutzbehörde.

## Baudenkmäler
| Lage                                                        | Objekt                                                            | Beschreibung | Akten-Nr.       | Bild |
| ----------------------------------------------------------- | ----------------------------------------------------------------- | --- | --------------- | --- |
| Obere Regenstraße 25, 27 (Standort)                         | Ehemalige Sondersiechen- und katholische Nebenkirche St. Nikolaus | Chorturmkirche mit einschiffigem Langhaus und halbrunder Apsis, Turm mit Zwiebelhaube und Pilastergliederung, 12. Jahrhundert, 1754 nach Westen erweitert und barockisiert; mit Ausstattung Ehemalige Friedhofsmauer, Bruchstein, wohl mittelalterlich | D-3-62-000-842  | weitere Bilder |
| Reinhausener Damm 5 (Standort)                              | Wohnhaus                                                          | Zweigeschossiger und traufständiger Mansarddachbau mit Halbwalm, wohl 1738 | D-3-62-000-1247 | Wohnhaus |
| Uferstraße 7 (Standort)                                     | Wohnhaus                                                          | Zweigeschossiger und traufständiger Halbwalmdachbau mit einseitiger Mansarde, bezeichnet „1790“ | D-3-62-000-1212 | Wohnhaus |
| Untere Regenstraße (bei der Donaustaufer Straße) (Standort) | Figur des heiligen Johann Nepomuk                                 | mit zwei Putti auf profiliertem und gespiegeltem Sockel, Kalkstein, spätbarock, Mitte 18. Jahrhundert | D-3-62-000-1245 | [[Vorlage:Bilderwunsch/code!/C:49.030083,12.103192!/D:Untere Regenstraße (bei der Donaustaufer Straße), Figur des heiligen Johann Nepomuk!/\|BW]] |
| Untere Regenstraße 7 (Standort)                             | Gasthaus (ehemals Roter Hirsch)                                   | Zweigeschossiger und zweiflügeliger Mansarddachbau mit Halbwalm, 18./19. Jahrhundert, in der Substanz spätgotisch | D-3-62-000-1246 | Gasthaus (ehemals Roter Hirsch) |
| Wieshuberstraße 2, 2 a, Donaustaufer Straße 29 (Standort)   | Katholische Stadtpfarrkirche St. Josef                            | Saalbau mit Querhaus und eingezogenem Chor, Chorflankenturm mit Haubendach, Schweifgiebelfassade und Vorzeichen mit Filialgiebel, neubarock, 1906–08 von Heinrich Hauberrisser; mit Ausstattung Katholisches Pfarramt St. Josef, gegliederter zweigeschossiger Satteldachbau mit Seitenrisalit, Erker und Treppenaufgang, durch überdachten Gang mit der Sakristei der Stadtpfarrkirche verbunden, neubarock, um 1910 wohl von Heinrich Hauberrisser | D-3-62-000-1398 | weitere Bilder |

## Abgegangene Baudenkmäler
In diesem Abschnitt sind Objekte aufgeführt, die früher einmal in der Denkmalliste eingetragen waren, jetzt aber nicht mehr existieren, z. B. weil sie abgebrochen wurden. Aktennummern in diesem Abschnitt sind ehemalige, jetzt nicht mehr gültige Aktennummern.

| Lage                    | Objekt               | Beschreibung | Akten-Nr.      | Bild                 |
| ----------------------- | -------------------- | --- | -------------- | -------------------- |
| Reinhausen 8 (Standort) | Gasthof Blaue Traube | Zweigeschossiger und traufständiger Halbwalmdachbau mit rundbogigen Erdgeschoss-Öffnungen, erste Hälfte 19. Jahrhundert | D-3-62-000-969 | Gasthof Blaue Traube |